# S-chanf
S-chanf (do 1943 Scanfs) – miejscowość i gmina w południowo-wschodniej Szwajcarii, w kantonie Gryzonia, w regionie Maloja.

## Demografia
W S-chanf mieszka 697 osób. W 2020 roku 16,6% populacji gminy stanowiły osoby urodzone poza Szwajcarią. Większość ludności posługuje się językiem retoromańskim (51,77%).

## Transport
Przez teren gminy przebiega droga główna nr 27.